# Lycodes brevipes
Lycodes brevipes es una especie de pez de la familia de los Zoarcidae en el orden de los perciformes.

## Morfología
- Los machos pueden llegar a alcanzar los 30 cm de longitud total.[1][2]

## Depredadores
Es depredado por Gadus macrocephalus
Alaska)., Atheresthes evermanni, halibut del Pacífico Hippoglossus stenolepis Alaska, halibut negro (Reinhardtius hippoglossoides) y Reinhardtius stomias (Alaska).

## Hábitat
Es un pez de mar, de clima templado y demersal que vive entre 25-973 m de profundidad.

## Distribución geográfica
Se encuentra en el Pacífico norte: los Estados Unidos (incluyendo Alaska), el Canadá y Rusia.

## Observaciones
Es inofensivo para los humanos. 